# 青藤叉丝壳
青藤叉丝壳（学名：Microsphaera sinomenii）是属于白粉菌目白粉菌科叉丝壳属的一种真菌，寄生在青藤属植物上。该种分布于中国。